# Karl Marbe
Karl Johann Ludwig Marbe, más conocido como Karl Marbe (París, 31 de agosto de 1869-Würzburg, 2 de enero de 1953), fue un psicólogo alemán, profesor en Wurzburgo; se le considera iniciador de la psicología del pensamiento.

## Biografía
Su padre fue August Marbe, un comerciante, y su madre, Wilhelmine Wagner, ambos alemanes. Recibió por petición de su padre una educación esmerada y de corte humanista.

### Época universitaria
Estudió filología y filosofía en la Universidad de Friburgo, debido a su interés en el conocimiento teórico y científico, interés que seguiría en la Universidad de Bonn, donde pudo colaborar con Götz Martius en investigaciones de carácter psicológico. 
Producto de esta tarea, en 1893 presentó su tesis doctoral Estudio acerca de las sensaciones faciales que resultan de estimulaciones sucesivas. 
En ese periodo se dedicó a leer mucha filosofía y entre sus temas se presentaba la psicología de la materia que, a su parecer, no debería entenderse como separadas. En el mismo proceso, le recomendaron la lectura de Wilhelm Wundt, a quien admiró por su proceder positivista, pero en el que encontraba muchos errores, motivo por el cual se trasladó a la misma Universidad de Leipzig, donde Wundt tenía su famoso laboratorio. 
En esa misma estancia en Leipzig, conoció a los condiscípulos de Wundt, uno de ellos Oswald Kulpe, con quien tuvo una amistad intelectual y de admiración.
Luego regresó a Bonn, en donde fue llamado como profesor ordinario en Würzburg, lugar donde impartiría la docencia hasta su jubilación.